# La casetta del giardiniere
La casetta del giardiniere è un dipinto di Amedeo Bianchi. Eseguito nel 1925, appartiene alle collezioni d'arte della Fondazione Cariplo.

## Descrizione
Lo scorcio, gradevole per la vivacità cromatica e l'atmosfera solare, richiama le tipiche architetture di ambito veneziano, e in particolare della Giudecca, località che sembrerebbe confermata da un'iscrizione leggibile sul retro della tavola. Lo stile realizzativo tradisce l'influenza del vedutismo veneto del XIX secolo.

## Storia
Il dipinto entrò a far parte della collezione dell'Istituto Bancario Italiano, confluita nel 1991 nel patrimonio della Fondazione Cariplo.